# Márta Szabó
Márta Szabó, coniugata Nagyné e, successivamente, Molnárné e Dobozyné (1927), è un'ex cestista ungherese.

## Carriera
Con l'Ungheria ha disputato due edizioni dei Campionati europei (1950, 1952).